# Assen
Assen este o comună și un oraș în Țările de Jos, reședința provinciei Drenthe.

## Localități componente
Anreep, Assen, De Haar, Graswijk, Loon, Rhee, Schieven, Ter Aard, Ubbena, Vries, Witten, Zeijen, Zeijerveen, Zeijerveld.